# Manuel I Comnen
Manuel I Comnen (n. 28 noiembrie 1118, Constantinopol, Imperiul Roman de Răsărit – d. 24 septembrie 1180, Constantinopol, Imperiul Roman de Răsărit) a fost un împărat Bizantin din secolul al XII-lea, a cărui domnie a avut un rol crucial în istoria Bizanțului și a zonei Mediterane. În dorința de a readuce imperiului său gloria și puterea de odinioară în zona Mediterană, Manuel a dus o politică străină foarte ambițioasă. A avut alianțe cu Biserica Catolică, a invadat Italia, a participat la invazia Egiptului alături de Regatul  Ierusalimului. Manuel a schimbat harta politică a Balcanilor și a zonei de est mediteraneene, plasând regatele Ungariei și a statelor înființate după prima Cruciadă (Țara Edessa, Principatul Antioch, Comitatul Tripoli și Regatul de la Ierusalim) sub hegemonia Bizantină. Spre finalul domniei sale, realizările sale au suferit o dură lovitură după înfrângerea drastică din bătălia de la Myriocephalum.

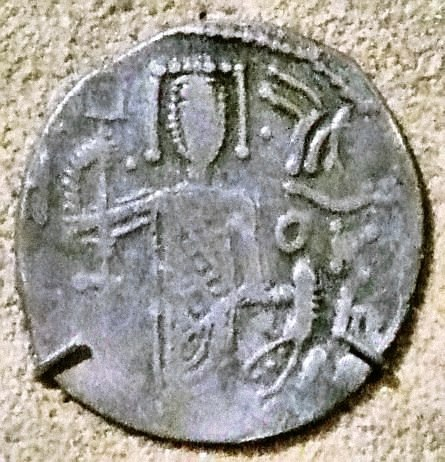
Un aspron (avers), monedă de argint emisă sub domnia lui Manuel I Comnen; este de notat coroana cu ciucuri de cristal, specifică împăraților bizantini.

## Urcarea pe tron (1143)

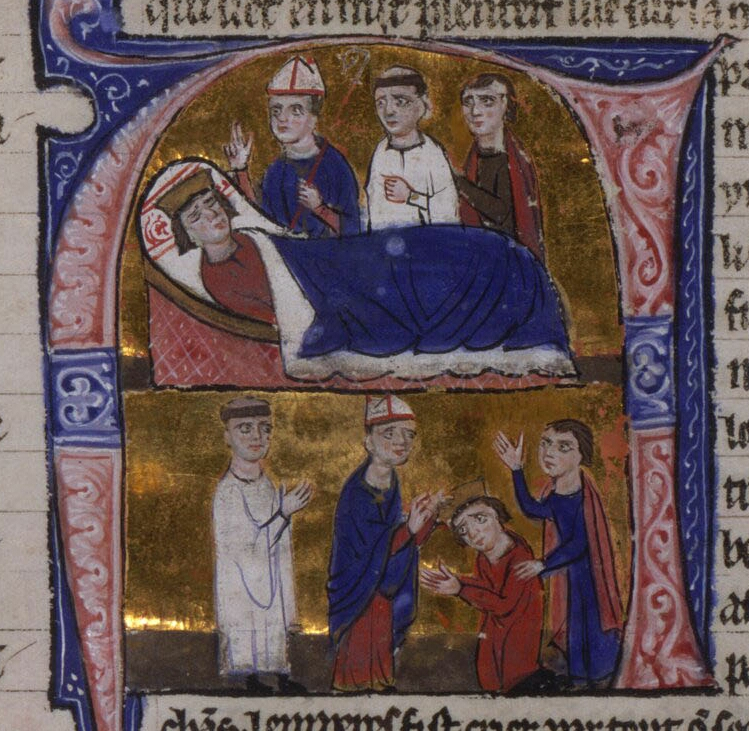
Moartea lui Ioan al II-lea Comnenul și încoronarea lui Manuel.

Manuel Comnen a fost al patrulea fiu al lui Ioan al II-lea Comnenul și al Sfintei Piroska, fiica regelui Ladislau I al Ungariei. La nașterea sa nimic nu prevedea destinul lui Manuel de a urca pe tronul bizantin. Avea trei frați mai mari, iar Ioan al II-lea îl desemnase pe fiul său mai mare, Alexios să-l succeadă la tron. Dar Alexios a murit în primăvara lui 1142 de boală, urmat puțin timp după el de fratele său Andronic.
Distingându-se în războiul dus contra turcilor selgiucizi, Manuel a fost desemnat de tatăl său să-i succeadă (de preferință) fiului său mai mare, Isaac. Această investitură paternă nu a reglementat complet problema succesiunii, care a avut loc, într-adevăr, lângă patul de moarte al tatălui său, în Cilicia, foarte departe de capitala imperiului, Constantinopol.
Pentru Manuel, era vital să se întoarcă în capitală cât mai repede posibil, dar trebuia și să se ocupe de funeraliile tatălui său. Tradiția spune că Manuel a fondat, cu această ocazie, o mănăstire, pe locul unde tatăl său și-a dat sufletul. În același timp l-a trimis în capitală, în prealabil, pe secretarul său Ioan Axouch / Yanis Aksuh, cu ordinul de a-l aresta pe cel mai periculos rival, fratele său Isaac, care trăia în Marele Palat și astfel avea acces la tezaur. Axuch / Axouch a sosit în capitală înainte chiar de vestea morții lui Ioan al II-lea. S-a asigurat de loialitatea cetății, iar când Manuel și-a făcut intrarea în capitală, în august 1143, a fost încoronat de noul patriarh Mihail al II-lea Courcouas. Câteva zile mai târziu, când nu mai avea de ce să se teamă, Manuel a ordonat eliberarea fratelui său, poziția sa fiind asigurată.

## Viața la palatul imperial
Manuel I era un occidentalist declarat, la caracter și la deprinderi semăna mai degrabă cu un cavaler decât cu un basileu grec. Amator de ospețe vesele, de turniruri și de muzică, gurmand și cavaler galant, el părea, pentru cei care îl cunoșteau superficial, un petrecăreț fără rost. În jurul prințului, o întreagă pleiadă de femei tinere, vioaie, frumoase și cochete, își desfășurau grațiile și ofereau curții o atracție fără seamăn. Desigur că străbunica lui Manuel, bătrâna Ana Dalassena, care odinioară se trudise atâta să dea palatului imperial aspectul decent și moralitatea severă a unei mânăstiri, ar fi fost profund scandalizată dacă ar fi putut vedea aceste schimbări.
În 1146, Manuel s-a căsătorit cu o germană, contesa Bertha de Sulzbach, care urcându-se pe tronul orientului a adoptat prenumele bizantin de Irina; cu toate virtuțile ei, cu toată strădania de a se pune de acord cu curtea în care trăia, tânăra femeie nu a putut să-l ține multă vreme lângă ea pe nestatornicul ei soț. Curând Manuel o neglijă pentru alte aventuri. Mai întâi îl distrară unele simple capricii. Apoi se îndrăgosti mai serios de foarte frumoasa lui nepoată Teodora și nu întârzie de a o declara pe față ca amantă. Acestei persoane mândre și trufașe îi acordă toate onorurile exterioare ale puterii: îi dădu o gardă ca unei suverane, îi dădu voie să poarte un costum aproape la fel cu acela al împărătesei; pentru ea, pentru fiul care i s-a născut și a cărui venire pe lume spori trecerea favoritei, risipa lui a fost nesfârșită. Se pare că favoarea acestei Pompadour cu piciorul mic, cum a fost numită Teodora, dură destul de mult; în orice caz ea era în stare să și-o apere. Într-o zi, din gelozie, ea puse să fie asasinată o rivală care râvnea la inima lui Manuel și s-a păstrat o scrisoare foarte curioasă prin care unul din familiarii ei se trudea să-i potolească remușcările pe care după mulți ani ea le simțea pentru această crimă pasională.
De altfel, această legătură nu-l împiedică de loc pe Manuel, când în 1159 își pierdu soția, să se gândească a se recăsători îndată. Din prima căsătorie nu avea decât o fată și era cu drept cuvânt preocupat să asigure dinastiei un moștenitor legitim. De data aceasta, căuta pe viitoarea împărăteasă printre prințesele din Siria francă. El se gândi mai întâi la contesa Melisanda de Tripoli și, după raportul ambasadorilor însărcinați să se ducă s-o vadă pe tânăra fată, logodna fu încheiată. Mari pregătiri fuseseră făcute de fratele Melisandei, spre a trimite pe sora sa la Constantinopol cu o pompă demnă de o suverană, când, în momentul plecării la drum, o boală misterioasă și ciudată o atinse pe tânăra fată. Frumusețea sa așa de lăudată pierea văzând cu ochii: trimișii imperiului se hotărâră deci să rupă înțelegerea și să caute în altă parte o soție pentru stăpânul lor. Or, în acea vreme trăia în Antiochia fiica prințesei Constanța, Maria: era minunea orientului latin. În anul 1161 împăratul se căsătorii cu aceasta.
Încă din tinerețe, Manuel Comnenul se distingea printr-un neobișnuit spirit războinic, însă în luptă își dirija mai bine propria lance, decât o armată întreagă. Fiind un om nepretențios, el putea să doarmă pe pământul gol și să mănânce, în rând cu soldații, hrana cea mai simplă.
Poseda o mare forță fizică. Odată, fiind invitat să participe la un turnir în Antiochia, împăratul a aruncat un cavaler din șa cu o atât de puternică lovitură de lance, încât acela, în zbor, l-a doborât de pe cal pe un altul, spre marea mirare a cruciaților. Altă dată, într-o luptă adevărată, Manuel l-a prins cu mâna de păr pe un arcaș turc, care trăsese o săgeată asupra lui, și l-a adus în tabără.
Comnenul mânuia excelent nu numai sabia, ci și pana. A scris un tratat în apărarea astrologiei, cunoștea destul de bine chirurgia. La sfârșitul deceniului 7 al sec, XII, pe când plănuia unirea Bisericii (acest proiect a eșuat, din cauza ostilității generale a grecilor față de schismaticii latini), Manuel a purtat discuții aprinse cu patriarhul Mihail III, în cadrul dezbaterilor publice. La curtea basileului se bucurau de stimă oameni învățați, precum mitropolitul Atenei, Mihail Choniates, fratele acestuia, istoricul Niketas, mitropolitul de Thessalonic (Saloniki) Eustathios și alții.
În capitală, împăratul a construit multe edificii somptuoase.

## Va reface Manuel granițele vechiului Imperiu Roman?
Manuel visa la renașterea marelui Imperiu Roman. Totodată, visurile nu-l împiedicau să fie un politician și un diplomat lucid. Basileul a reorganizat justiția și armata. Armamentul kataphrakților lui Manuel a devenit similar celui al cavalerilor apuseni, preferați de împărat, care-i compara pe aceștia cu niște cazane de oțel, în opoziție cu grecii oale de lut.
Politica externă a lui Manuel se caracterizează printr-o extremă agresivitate. Basileul cavaler nu pierdea nici o ocazie să le demonstreze vecinilor forța Bizanțului, uneori fără a avea vreun pretext. Primul care a simțit pe pielea sa consecințele mâniei împăratului a fost Raymond, principele Antiochiei. În anul 1143, acesta a organizat un atac asupra bogatelor orașe ale Ciliciei, sperând că tânărul împărat, care nu apucase nici măcar să se încoroneze, se va da bătut și principele va scăpa nepedepsit pentru incursiune. Însă legiunile Imperiului, trimise în grabă, au curmat toate încercările antiochienilor de a-și consolida pozițiile în regiunea disputată. Raymond, supunându-se cererii basileului, s-a dus la Constantinopol și s-a pocăit, deasupra sicriului lui Ioan II, pentru aventura sa nereușită.

## Luptele împotriva cumanilor
În anul 1147, cumanii au trecut Dunărea și au ocupat cetatea Demnitzikos. Manuel a expediat în susul râului flota bizantină, însă nomazii plecaseră. Grecii i-au ajuns din urmă nu departe de teritoriul cneazului Halici și i-au zdrobit. Călăreții stepelor au primit o lecție bună și de acum încolo, numai zvonul că se apropie armata lui Manuel îi silea pe cumani să-și întoarcă îndărăt căruțele și să dispară în stepele fără de margini din jurul Mării Azov, iar, după 1160, incursiunile lor au încetat cu totul.

## Cruciada a doua
Cruciada a doua, care se punea tocmai atunci la cale, l-a împiedicat pe împăratul bizantin să lichideze amenințarea cumană care nu o dată dăduse fiori reci pe șira spinării, conducătorilor din Constantinopol.
În orientul apropiat se nășteau animozități, orgolii peste care mândria cavalerului acelor timpuri nu putea trece cu ușurință.
Ca și odinioară, înaintând prin Tracia, cruciații au pustiit și au jefuit pământurile grecești, s-a ajuns până la ciocniri fățișe cu detașamentele împăratului bizantin. Ajunși în capitala Imperiului bizantin, obosiți, flămânzi, mulți bolnavi, împăratul Manuel Comnenul i-a primit cu multă neîncredere. 
Manuel i-a propus lui Conrad, care ajunsese înainte lui Ludovic, să traverseze Hellespontul, ocolind Constantinopolul, însă îndărătnicul german a ales drumul peste Bosfor. Nu se știe din a cui vină, călăuzele care-i însoțeau, de îndată ce au pus piciorul în pământ turcesc, le-au indicat un drum greșit. Bănuiala a căzut asupra împăratului bizantin. Nici proviziile promise nu au sosit. Trupele germane au rătăcit înfometate dintr-un loc în altul, căci orașele și-au închis porțile în fața lor, refuzându-le hrana cerută. Când cei mai avuți arătau punga cu bani, atunci de pe zidul cetății era slobozită o sfoară, punga era legată, trasă sus, dar, nu odată, acești negustori improvizați uitau să mai coboare coșul cu alimente. În tot acest timp, turcii le întindeau tot felul de capcane, preferând tactica hărțuielii unei lupte deschise. În apropiere de Dorileea, atacuri scurte, repezi s-au succedat zi și noapte neîncetat, fără ca mai înainte cruciații să prindă de veste din ce direcție venea inamicul. Avantajele infanteriei, ale cavaleriei ușoare, față de cavaleria grea începeau să se vadă. Nobilii apuseni însă târziu și-au dat seama de aceasta. Acoperiți de fier se credeau mai la adăpost. În plus, lor le lipsea instrucția corespunzătoare tacticii adversarului, armamentul și mai ales mobilitatea. De aceea, în această luptă de hărțuire două treimi din cruciații lui Conrad au pierit. Resturile acestei armate le va întâlni Ludovic al VII-lea în primăvara anului 1148 când va ajunge și el în Asia Mică

### Plecarea francezilor în cruciadă
Francezii i-au urmat pe germani in această activitate.
Cruciada franceză s-a organizat în urma adunării de la Etampes (1147). Cum era firesc, conducător a fost desemnat regele Ludovic, deși de calitățile sale militare mulți se îndoiau, iar evenimentele nu au dezmințit această neîncredere. O armată de 80 000 de oameni a pustiit insulele Ionice, Corint, Teba și în vederea continuării campaniei, a încheiat alianță cu sultanul Egiptului. Speriat, Manuel Comnenul încheia, la rândul lui, un tratat cu sultanul din Iconium. Aceasta explică de ce împăratul bizantin nu mai putea să-l ajute pe Conrad al III-lea, iar apariția francezilor l-a pus într-o și mai grea încurcătură. Mai întâi, a refuzat să-i primească pe cruciați în Constantinopol, lăsându-i expuși atacurilor cumanilor, pecenegilor și turcilor deveniți auxiliari ai Bizanțului.
Cunoscuta diplomație bizantină bazată pe principiul divide et impera o împiedica să rămână în tabăra creștină. Interesele imperiului erau mai presus decât religia. Din această pricină cruciații francezi au avut mult de suferit. Din nou pierderi în oameni au micșorat efectivul armatei. În sfârșit, Manuel Comnenul a acceptat să trateze cu regele Franței cu condiția să depună jurământ de vasalitate față de împărat, la fel ca și primii cruciați. Dar aceia nu erau regi, deci cererea lui Manuel părea imposibil de satisfăcut. În tabăra franceză, spiritele erau agitate. Episcopul de Langres a strigat sub zidurile Constantinopolului:Acest principe deține bunurile bisericii și alte bunuri pe care tatăl său (Ioan Comnenul) le-a dobândit pe nedrpt și iată, el își aruncă ochii asupra altor lucruri pe care tatăl său le jinduia; el a smuls deja un omagiu de la principele Antiohiei și, punând altar peste altar, a așezat în oraș pe patriarhul (grec) pentru a umili pe patriarhul Petru (roman). Hotărâți dacă trebuie să te încrezi în acest om, în mâinile căruia nici crucea lui Cristos nu este în siguranță. Cronicarul relata mai departe că episcopul i-a îndemnat pe cruciați la cucerirea Constantinopolului. El a arătat că zidurile în unele locuri erau în ruină, orașul nu era nici pe departe întărit cum se pretindea; dacă i se tăia aprovizionarea cu apă, capitularea era sigură-spunea episcopul- căci, după părerea lui, poporul grec era prea leneș ca să opună vreo rezistență. Pentru a-i întărâta pe francezi, episcopul mai adăuga că locuitorii Constantinopolului nu sunt creștini decât cu numele, de aceea ei nu susțin cruciada, tot efortul și suferințele îndurate de francezi în toate aceste luni de călătorie vor rămâne fără nici un rezultat, dacă nu-i urmează îndemnul.
În realitate, episcopul de Langres se bizuia pe flota siciliană a lui Roger, pe care o știa pe aproape și pe o colaborare cu aceasta. Avea nevoie doar de asentimentul cruciaților. Dacă cucerirea Constantinopolului a fost amânată pentru o altă cruciadă, aceasta s-a datorat regelui Franței care nu a voit să renunțe la planul de recucerire a Edessei și la gloria ce i-ar fi revenit în cazul unei victorii. Armata franceză era istovită, împuținată numeric, oricine putea să-și dea seama că ea nu ar fi putut susține două războaie grele, unul cu bizantinii, altul cu turcii. De aceea, Ludovic al VII-lea a acceptat să depună jurământ de vasalitate față de Manuel Comnenul. Împăratul, bucuros să-i vadă pe cruciați plecați i-a transportat în Asia Mică. Nedorind să suporte concentrarea în capitală a cavalerilor occidentali, grecii au lansat un zvon despre pretinsele victorii, pe care le ar fi obținut germanii în Asia Mică, și Ludovic împreună cu baronii săi, de teamă să nu întârzie la împărțeala prăzii, s-au grăbit să plece spre Răsărit. În realitate, germanii suferiseră câteva înfrângeri, iar, după ei, vor fi zdrobiți și francezii. Proviziile date de greci au fost insuficiente, iar altele nu au mai sosit. Curând cruciații au început să sufere de foame, cu atât mai mult cu cât pe unde trecuse Conrad cu oastea sa totul fusese pustiit. Satele erau depopulate, nu se găsea nici de ale gurii, nici animale de transport, iar în orașe nu erau primiți. Într-un târziu, francezii s-au întâlnit cu resturile armatei germane, dar Conrad nu mai voia să continue campania. El a hotărât să-și lase luptătorii sub comanda lui Ludovic al VII-lea și cu o escortă mică să se întoarcă la Constantinopol unde să se îmbarce pe mare și să-și continue drumul până la Ierusalim. Aici avea să viziteze locurile sfinte ca simplu penitent, nu ca împărat cruciat.
Francezii, după un marș obositor, întrerupt de mai multe ori de atacurile turcilor au ajuns, în cele din urmă, la râul Meandru. Pe malul opus se aflau musulmanii așezați în linie de bătaie. Prin apropiere nici un loc de trecere. Cruciații, în frunte cu regele Franței, s-au aruncat în apă, au trecut înot râul și, cu un curaj neînchipuit, dat de situația disperată în care se aflau, ei au susținut lupta, reușind să împrăștie inamicul. Victorie însă efemeră. Turcii, potrivit tacticii lor, se retrăseseră pentru ca, ascunși să-i poată urmări pas cu pas pe cruciați. Câteva zile aceștia s-au odihnit netulburați în valea răcoroasă a Meandrului, după care întreaga armată s-a angajat în trecerea munților spre Pamphilia. Acesta a fost momentul ales de turci ca să atace . Luați prin surprindere, avangarda a fost despărțită de ariergardă. De pe culme, turcii s-au aruncat asupra acesteia din urmă, oameni și animale rostogolindu-se prin râpi.
În deruta generală, Ludovic al VII-lea s-a desprins de ai săi. Mai mulți turci îl urmăresc și o luptă inegală se angajează. Ludovic parează loviturile, se retrage și sprinten sare într-un copac, zărit la mică distanță. De sus se apără ca într-un foișor. Pe un turc îl atinge cu sabia, alți doi sunt respinși cu picioarele, un al patrulea este oprit cu scutul. Scenă demnă de eroii lui Roland. Sătui să tot încerce să se cațere după îndărătnicul dușman, turcii, nebănuind că au o pradă prețioasă la îndemână, pe însuși regele Franței, se depărtează lăsându-l pe Ludovic să-și petreacă noaptea în copac. La adăpostul întunericului, regele se furișează spre câmpie, întâlnește un cal rămas fără stăpân, se aruncă în șa și, din nou călare, rătăcește pe poteci până spre dimineață, când își regăsește oamenii care, speriați, se întrebau unde poate fi. Dacă lucrurile s-au petrecut așa sau nu, dacă este o simplă înfloritură a cronicarului sau justificarea dată de rege absenței sale, este greu de spus. Oricum, acesta a fost singurul act de bravură, consemnat, al regelui Franței. Dea aici, cruciații, ocolind dușmanii, se vor duce la Antiohia, unde cruciada se va dizolva din vina lui Ludovic al VII-lea și a reginei Eleonora.
În acea vreme, în Antiohia guverna principele Raymond de Poitiers, o rudă a Eleonorei de Aquitania, senior încă tânăr, care adoptase la curtea sa obiceiurile și rafinamentul galanteriei cavalerești. El a făcut cruciaților o primire în cetate dintre cele mai strălucitoare, întrecându-se în manifestări de respect și stimă față de un monarh care venea de așa de departe să-și viziteze rudele, fii sau urmașii foștilor vasali. Serbările date în cinstea perechii regale s-au ținut lanț timp de mai multe luni, de ele bucurându-se în special regina. Faptul a trezit bănuiala și gelozia soțului. Se șoptea că Eleonora acorda favoruri unui turc pe nume Saladin, iar principele Raymond, vrăjit de grația și inteligența ei, cu toate că îi era unchi, se purta față de ea cu înflăcărarea unui îndrăgostit, lucru ce nu părea deloc să o stingherească pe regină. Într-o noapte, după o ceartă între soți, regele furios, fără să mai țină seamă de regulile ospitalității, riscând să dea curs clevetirilor, a scos-o cu forța pe Eleonora din palatul lui Raymond, fără ca acesta să îndrăznească să se opună hotărârii regale; și-a adunat în grabă cruciații al căror număr scădea mereu, și a plecat cu toții spre Ierusalim. În oraș au intrat ca simpli pelerini. Penitența regelui și a reginei la Sfântul Mormânt, după întreaga aventură petrecută, lăsa o impresie de-a dreptul penibilă. Cei doi soți nu se împăcaseră încă.
Între timp, sosise și împăratul Conrad la Ierusalim. Cei doi monarhi pentru a nu face cale întoarsă fără a fi încercat o ultimă acțiune cruciată, au hotărât să asedieze Damascul, o acțiune pripită, soldată cu un eșec total. După doi ani de absență, regele Ludovic al VII-lea și împăratul Conrad al III-lea reveneau în țară, gloria lor fiind atât cât putea să le o confere o expediție eșuată. Drumul ales la întoarcere a fost pe mare. Oastea nu mai era numeroasă, puteau să se îmbarce pe corăbii apoi nici nu trebuia să plece toți odată. Conrad s-a îmbarcat la Acra la începutul lui septembrie 1148, Ludovic al VII-lea abia în vara anului viitor. În timp ce Conrad al III-lea ajungea în sudul Germaniei și se îndrepta spre Bamberg unde avea să și moară în 1152, Ludovic al VII-lea și Eleonora, după un popas la Roma, își reluau menajul la curtea din Aquitania. Fusese nevoie de intervenția papei pentru ca cei doi soți să se împace. Dar întâmplările din timpul cruciadei îi îndepărtaseră pentru totdeauna. Divorțul fusese amânat, nu înlăturat.
Cruciada s-a sfârșit, în anul 1149. Eșecurile cruciaților au consolidat poziția lui Manuel I Comnenul și el a izbutit să obțină de la turci cedarea către Bizanț a câtorva cetăți.
În anul 1147, în urma unei mari răscoale populare, s-a separat de Imperiul Bizantin insula Corfu. Timp de doi ani flota unită bizantino-venețiană a încercat fără succes să pună stăpânire pe insulă. Certurile dintre aliați duceau la ciocniri armate între greci și italieni. Numai sosirea, după zdrobirea cumanilor, a împăratului însuși, care a reușit să atenueze contradicțiile, a permis înăbușirea răzvrătirii și supunerea insulei tronului constantinopolitan, în august 1149.

## Luptele din Europa ale lui Manuel I Comnenul
Începând cu deceniul 6 al secolului al XII-lea, basileul a acordat mai multă atenție Europei. Mai întâi, el i-a adus la supunere pe sârbi, care se dezobișnuiseră de controlul din partea Constantinopolului, apoi împăratul, în ale cărui vine curgea sânge unguresc, a pornit un război împotriva regelui Ungariei Geysa II. Amestecul lui Manuel în treburile acestui stat n-a încetat timp de un deceniu și jumătate. La 8 iulie 1167, generalul imperial Andronic Contostephanos a repurtat o victorie decisivă asupra ugrilor lângă Semlin. Ca rezultat, teritoriile disputate-Croația și Dalmația, cu multe orașe-au căzut, pentru câteva decenii, sub stăpânirea romeilor. 
În anul 1154, Comnenul a început operațiunile militate în Italia. Însă strategul Constantin Angelos, care conducea campania din peninsula Apenină, a căzut prizonier, iar regele german Frederic Barbarossa, în pofida acordurilor încheiate anterior, nu intenționa să ridice sabia împotriva normanzilor. Rămas fără aliat, Manuela început să acționeze pe riscul și răspunderea proprie. În anii 1156-1157, generalii bizantini Mihail Paleologul și Ioan Ducas, recurgând, în egală măsură, la arme și la mituire, le au răpit normanzilor multe orașe, inclusiv Bari și Trani. Însă Alexios Bryennios, numit după moartea Paleologului, a pierdut câteva bătălii, iar, în curând, el împreună cu Ioan Ducas au căzut prizonieri la normanzi. Domesticul Alexios Axuchos, trimis în Italia, n-a reușit să-și afirme superioritatea; un eșec a suferit, în 1157, și încercarea grecilor de a pune stăpânire pe Brindisi.
Campania din Italia a secătuit visteria, enormele pierderi omenești au provocat o creștere a nemulțumirii față de împărat. Manuel și-a schimbat brusc orientarea, s-a împăcat cu normanzii și a încheiat chiar o alianță cu ei, împotriva lui Frederic Barbarossa. Comnenul a obținut succese considerabile, prin acțiuni diplomatice.

## Luptele din partea de Răsărit a Imperiului
Părăsind Italia, împăratul s-a avântat spre Răsărit. În anii 1158-1159, el a întreprins o expediție în Armenia Ciliciană, și cârmuitorul acesteia s-a declarat vasal al Imperiului. Renaud, principele Antiochiei, a venit în tabăra basileului cu o frânghie la gât, în semn de supunere, protecția lui Manuel a cerut-o regele Ierusalimului Balduin III, iar succesorul acestuia din urmă, Amalric, a declarat Bizanțul suzeran al regatului său. În anul 1161, împăratul a întărit acordurile cu cruciații prin căsătoria sa cu Maria, fiica defunctului Raymond de Antiochia.
În anul 1168, Andronic Contostephanos și regele Amalric au asediat Damietta. Greutățile războiului, aprovizionarea execrabilă asigurată de ierusalimiți și lipsa dorinței de a lupta din partea acestora i-au silit pe romei să ridice asediul. Îndată ce au auzit ordinul, soldații, istoviți, au aruncat armele, au incendiat mașinile de asediu și, așezându-se la vâsle, au condus corăbiile acasă, peste marea furtunoasă, fără nici o ordine și rânduială.
Manuel l-a instalat pe tronul Raskăi pe jupanul Ștefan Nemania, iar acesta le a cedat romeilor unele teritorii litigioase. Peste 5 ani, el s-a răsculat, dar, fiind învins, a depus pentru a doua oară jurământul de fidelitate împăratului și i-a rămas credincios până la sfârșitul vieții acestuia din urmă.

## Myriokephalon (septembrie 1176)
La începutul anului 1176, împăratul a întreprins o expediție în posesiunile seldjiukizilor. După ce a reconstruit cetățile Dorylaion și Sublaion, el a ordonat oștirii să înainteze spre Iconion. La 17 septembrie, uriașa armată a lui Manuel a trecut pe lângă ruinele castelului Myriokephalon, îndreptându-se spre est pe drumuri montane. Coloana, care includea un convoi mare, ce transporta provizii și tehnica de asediu, se întinsese pe o distanță de mai mulți Kilometri. Ariergarda se afla la o depărtare de 4 ore de mers pe jos de avangardă. La mijloc, apărând convoiul, se găseau mercenarii, în frunte cu cumnatul împăratului Balduin, și cele mai bune unități de cavalerie grea grecească. detașamentele din frunte erau conduse de Ioan și AndronicAngelos, precum și de unul dintre cei mai norocoși generali ai basileului, viteazul Andronic Lapardas. Spatele era acoperit de Marele Duce Contostepfanos. La amiază, oștirea a ajuns la psul Myriokepfalon. Împăratul, mizând pe frica turcilor față de o armată atât de puternică, nu s-a îngrijit cum se cuvine de operațiunile de recunoaștere. Și iată că, absolut pe neașteptate, de pe culmile stâncilor din jur, din ambuscade, forțele principale ale lui Kîlîdj Arslan au lovit coloana romee pe toată lungimea ei. Luați prin surprindere, grecii au intrat cu bărbăție în luptă.
Turcii au tăiat armata lui Manuel în trei părți. Contostephanos a izbutit să întoarcă înapoi ariergarda, care a ocupat poziții în câmpia din fața intrării în defileu, a reușit să se smulgă din încercuire și avangarda oștirii sub comanda lui Lapardas. Însă grosul armatei, unitățile de elită, mercenarii, garda, statul major și un număr imens de servanți neînarmați ai convoiului și ai mașinilor au fost supuși masacrului în trecătoarea îngustă, în care nici măcar aranjarea trupelor în ordine de luptă nu a fost posibilă. În zadar își arunca Balduin în atacuri disperate cuirasierii occidentali-aproape toți mercenarii au căzut, împreună cu comandantul lor, sub ploaia de săgeți. În zadar însuși Manuel îi chema cu voce puternică în jurul drapelului său pe Kataphrakți-în învălmășeală se pierduseră toate firele de conducere a oștirii care pierea. Și iată, cădea de săgeata persană boul, iar alături de el își dădea sufletul și cel ce-l mîna. Cal și călăreț se prăbușeau împreună la pământ...Sângele era amestecat cu sânge, sângele oamenilor cu sângele dobitoacelor (cf. Choniates). Lovitura principală au primit-o asupra lor detașamentele gărzii basileului. Oștenii au ridicat nori de praf; de ambele părți lupta s-a transformat într-o busculadă. Neputincios să influențeze cumva mersul bătăliei prin comenzi, împăratul lupta ca un kaballarios de rând. Sub ochii lui era nimicită armata, mureau rudele lui și cei mai buni prieteni.
Spre seară, împăratul rămăsese singur, fără drapel și gardă de corp. În seutul basileului se înfipseră vreo 30 de săgeți, el strângea în mâna sa amorțită o frântură de lance și era stâlcit de săbii și de ghioage până într-atât, încât nu era în stare să-și îndrepte singur coiful care i se lăsase pe o parte. Un turc oarecare l-a recunoscut la față pe Manuel, a prins de dârlogi calul acestuia și a pornit să-l ducă în captivitate. Împăratul și-a revenit și l-a izbit pe dușman cu prăjina peste cap atât de tare, încât acesta s-a prăbușit fără suflare. Un kataphrakt, care l-a întâlnit întâmplător, și-a condus suveranul până la tabăra întărită a lui Lapardas. Fiind însetat, istovitul Manuel a luat în căușul palmelor apă dintr-un pârâiaș, însă, chiar după primele înghițituri, a vomitat-apa curgea amestecată cu sânge. Împăratul n-a rezistat și a izbucnit în plâns, blestemând ziua în care i-a fost dat să bea sângele creștinilor. Drept răspuns, un oștean oarecare l-a opleșit cu reproșuri cum că acesta bea de mult timp sângele romeilor, ruinându-i cu războaiele, iar acum i-a venit răsplata. Manuel n-a răspuns nimic. Vitejia nemaipomenită a lui Manuel fusese înfrântă, el a poruncit să i se aducă un cal odihnit și a hotărât să scape cu fuga. Auzind acestea, ostașii au început să-l ocărească în gura mare pe împărat, din vina căruia ei au fost prinși în capcană. Comnenul și a venit în fire și a rămas.
Bizantinii și au vândut scump viețile: seldjiukizii, cu totul istoviți, nu mai erau în stare să continue lupta. Dimineața, kilidj Arslan a consimțit să încheie pace, cerând doar să fie dărâmate fortificațiile de la Dorylaion și Sublaion. Ziua, Manuel a condus retragerea prin locul bătăliei din ziua anterioară: Priveliștea care s-a înfățișat ochilor era de plâns sau, mai bine zis, nenorocirea era atât de mare, încât era cu neputință s-o deplângi: șanțuri umplute până sus cu cadavre, în râpi-movile întregi de uciși, în tufișuri-munți de morți; toate cadavrele fuseseră scalpate, iar multora dintre ele le fuseseră tăiate mădularele de procreare. Se zice că lucrul acesta fusese făcut ca să nu poată fi deosebiți creștinii de turci, pentru ca toate trupurile să pară grecești, căci și din partea turcilor căzuseră mulți. Nimeni nu trecea fără lacrimi și gemete, plângeau toți, chemându-i pe nume pe prietenii și rudele lor ucise (cf. Choniates)
Dezastrul de la Myriokephalon, care a răpit floarea armatei, a subminat dominația bizantinilor în Asia Mică, astfel cuceririlor primilor 2 Comneni s-au dus de râpă. De acum încolo, la frontierele răsăritene ale Imperiului se punea doar problema apărării.

## Și în Europa se strică lucrurile pentru Manuel
La 29 mai 1176, în bătălia de la Legnano, armata unită a papei, a regelui Siciliei și a orașelor italiene a zdrobit forțele lui Frederic Barbarossa. În anul următor, la Veneția s-a întrunit un congres, la care soliile părților beligerante au reușit să ajungă la înțelegere. Disensiunile care, timp de atâția ani, făcuseră jocul împăratului bizantin nu mai existau. Politica Bizanțului în Italia s-a pomenit în impas, congresul de la Veneția i-a dat lui Manuel I o lovitură comparabilă cu înfrângerea de la Myriokephalon.

## Sfârșitul vieții
După înfrângerea de la Myriokephalon și congresul de la Viena din 1177, Manuel I, împărat al Ungurilor, Croaților, Sârbilor, Bulgarilor, Georgienilor, Chazarilor, Goților (atâtea titluri onorifice își însușise el, în cinstea victoriilor armelor romee), s-a văzut înfrânt. Timp de atâția ani, Imperiul lui își concentrase puterile, își irosise resursele în războaie grele și totul a fost în zadar! Acum nu mai era vorba de renașterea Imperiului mondial, ci de salvarea Bizanțului secătuit de puteri.
Spre sfârșitul vieții, împăratul și-a pierdut interesul pentru politică, în schimb, s-a pasionat de astrologie până într-atât, încât odată, în așteptarea ciocnirii a două stele, pe care o calculase, a poruncit, din precauție să fie scoase din cercevele geamurile, ca să nu se spargă, în urma zguduirii. El a murit la Constantinopol, la 24 septembrie 1180.

## Familia
Fiu al lui Ioan al II-lea Comnenul și al Irinei a Ungariei (care și-a schimbat numele maghiar — Piroska — odată cu căsătoria), el s-a căsătorit cu:
- Bertha de Sulzbach (1110-1159) în prima căsătorie, în 1146, fiică a lui Berengar al II-lea de Sulzbach și a Adelaidei de Wolfratshausen. Din această căsătorie s-au născut:
  - Maria Comnena (1152-1182), logodnică a lui Béla al III-lea al Ungariei, apoi al lui Wilhelm al II-lea al Siciliei, și căsătorită în 1180 cu Rénier de Montferrat (1162-1183).
  - Anna (1154-1158).
- Maria de Antioia (1145-1182) în doua căsătorie, în 1161, fiică a lui Raymond de Poitiers prinț de Antiohia și a Constanței de Antiohia, care i l-a dăruit pe fiul lor:
  - Alexie al II-lea Comnenul (1169-1183).